# پادشاهی انگلستان
پادشاهی انگلستان (به انگلیسی: Kingdom of England) کشوری مستقل در جزیره بریتانیای کبیر بود که در سده ۱۰ میلادی از به هم پیوستن پادشاهی‌های کوچک‌تر آنگلوساکسون به وجود آمد. این کشور در سال ۱۷۰۷ با پیوستن به پادشاهی اسکاتلند، پادشاهی بریتانیای کبیر را تشکیل داد.
از سال ۱۶۰۳ و با شروع سلطنت جیمز یکم (انگلستان)، سلطنت انگلیس هم مانند پادشاهی اسکاتلند و پادشاهی ایرلند در اختیار دودمان استوارت بود. اما این کشورها به صورت مستقل اداره می‌شدند. در نهایت در تاریخ ۱ مه ۱۷۰۷، انگلیس و اسکاتلند تحت نام پادشاهی بریتانیای کبیر با یکدیگر متحد شدند.